# Khổng Thùy Nam
Khổng Thùy Nam (tiếng Trung: 孔垂楠, tiếng Anh: Korn; sinh ngày 09 tháng 02 năm 1991) là nam diễn viên, ca sĩ Trung Quốc và đã tốt nghiệp tại trường Đại học Sư phạm Thủ đô Học viện Khoa Đức. Năm 2011, anh hợp tác cùng đạo diễn Trần Bằng quay phim điện ảnh "Ca vũ thanh xuân", từ đó chính thức bước vào làng giải trí. Nhưng đến khi tham gia bộ phim BL "Tựa Như Tình Yêu", lượng fans của anh mới được đột phá. Sau scandal với bạn gái năm 2019, đã tuyên bố tạm dừng đóng phim.

## Sự nghiệp
Năm 2011, tham gia "Ca vũ thanh xuân" (phiên bản tiếng Trung của High School Musical), với vai trò nam chính của đạo diễn Trần Bằng với hình tượng hoàng tử lãnh khốc và thi nhân, chính thức bước vào giới nghệ thuật.
Năm 2014, tham gia vào phim điện ảnh "Tựa Như Tình Yêu" cùng với Hoàng Lễ Cách và đạt giải "Diễn viên yêu thích nhất" của iQiyi trong cuối năm. Năm 2015, anh tiếp tục tham gia phim "Bí Kíp Tán Gái" (tiếng Trung: 《泡妞秘籍》, Hán Việt: "Pháo Nữu Bí Tịch") và điện ảnh "Chỉ Có Tôi Biết" là phần 2 của "Tựa như tình yêu".
Năm 2016:
- Tháng 4 năm 2016, Khổng Thùy Nam cho ra mắt single "Hẹn gặp cơn mưa Tokyo" nhận được sự yêu thích từ khán giả. Ngày 9 tháng 4 cùng năm, Khổng Thùy Nam nhận được giải thưởng "Thần tượng mới có sức ảnh hưởng" trong Lễ trao giải Âm nhạc Phong Vân Bảng lần thứ 16, đây là giải thưởng danh giá trên con đường nghệ thuật của anh.
- Tháng 5, Khổng Thùy Nam trong vai trò nhà sản xuất và nam diễn viên khách mời cho bộ phim "Thức Nhữ Bất Thức Đinh" (tiếng Anh: Love Is More Than A Word) được chuyển thể từ bộ tiểu thuyết đam mỹ cùng tên của Tô Du Bính cùng với đạo diễn Trần Bằng, Lữ Trác, Yến Tử Đông, Tưởng Tư Lạc.
- Tháng 6, tham gia quay "Tỷ tỷ đói rồi" cùng với Đại S, Khổng Thùy Nam vào vai phản diện và một người biến thái đầy bạo lực.
- Ngày 9 tháng 9, Đại Thùy cùng Yến Tử Đông, Trần Bằng tham gia Đêm hội từ thiện Bazaar của giới nghệ sĩ.

Năm 2017:
- Ngày 30 tháng 3 tham gia chương trình thực tế "72 tầng kỳ lâu" cùng với Ngô Diệc Phàm, Triệu Lệ Dĩnh, Ngô Lỗi tại tỉnh Sơn Tây, huyện Vận Thành và được phát sóng trên Hồ Nam TV (Mango TV)
- Tham gia phim dài tập trực tuyến lãng mạn "Nguyện Có Người Phiêu Bạt Cùng Em" và vào vai Hồ Lý Sơn trong phim "Luyến Ái Đại Tác Chiến" (tiếng Trung: 《单恋大作战》). Vào ngày 9 tháng 4 cùng năm, Khổng Thùy Nam tiếp tục nhận giải "Thần tượng được truyền thông bầu chọn" từ Phong Vân Bảng lần thứ 17.
- Ngày 10 tháng 7, Khổng Thùy Nam cho ra mắt "Kế hoạch Âm nhạc 2017" kết hợp với nhạc sĩ trẻ đầy triển vọng Đường Hán Tiêu, đồng thời phát sóng với single "Thi Nhân" (tiếng Trung: 《诗人》, tiếng Anh: To The End)
- Ngày 11 tháng 7, tham gia Kugou Tinh Lạc Phường làm cuộc fan-meeting đầu tiên với vai trò ca sĩ, trình diễn "Thi Nhân" lần đầu.
- Ngày 15 tháng 8, trong "Kế hoạch Âm nhạc 2017" tiếp tục phát hành bài "Hành trình của một bài hát" (tiếng Trung: 《一首歌的旅行》, tiếng Anh: Journey Of A Song)
- Ngày 30 tháng 10, ra mắt bài hát chủ đề "Bích Ba Tàn Mộng" (tiếng Trung: 《碧波残梦》, tiếng Anh: A Blue Dream) trong phim "Nhất đại khuynh thành trục lãng hoa".
- Ngày 24 tháng 11, "Hoa Bỉ Ngạn" (tiếng Trung: 《彼岸花》, tiếng Anh: Meet U All My Life) là bài hát chủ đề phim "Lương Sơn Bá – Chúc Anh Đài tân truyện" được Khổng Thùy Nam tham gia đóng vai khách mời đặc biệt.

Đầu năm 2018, Khổng Thùy Nam đã tham dự Tuần lễ thời trang Paris trong vòng 3 ngày cùng nhà tạo mẫu Nicole Chen, gặp được Ngô Kiến Hào.

## Bê bối
Ngày 20/10/2019, bạn gái Khổng Thuỳ Nam là Trương Mạnh Nghiên đăng tâm thư chia sẻ loạt tin tức chấn động về việc Khổng Thuỳ Nam chơi thuốc phiện, ngoại tình với người đồng giới, lây bệnh xã hội cho cô, lừa cô kết hôn, khiến cô trầm cảm muốn tự tử... và cuối cùng là "lặn mất tăm" không còn liên lạc. Phía nam diễn viên đã đưa ra phản hồi cho rằng Trương Mạnh Nghiên đã luôn "là người thiếu cảm giác an toàn, cho rằng cuộc sống riêng của bạn trai là vô cùng hỗn loạn, lấy cái chết ra để chôn vùi sự nghiệp bạn trai", tuy nhiên cư dân mạng đa phần nghi ngờ và phản bác. Sau cùng, nam diễn viên phải đăng đàn tuyên bố "tạm dừng mọi hoạt động nghệ thuật cũng như những hoạt động liên quan khác để có đủ thời gian giải quyết chuyện đời tư".

## Phim

### Phim Truyền hình
| Năm  | Tên phim                                  | Vai diễn       | Đạo diễn       | Diễn viên khác                                                    |
| ---- | ----------------------------------------- | -------------- | -------------- | ----------------------------------------------------------------- |
| 2014 | Tựa Như Tình Yêu                          | An Tử Yến      | Trần Bằng      | Hoàng Lễ Cách, Liêu Mỹ Lộ                                         |
| 2015 | Tựa Như Tình Yêu 2 Chỉ Có Tôi Biết        | An Tử Yến      | Trần Bằng      | Hoàng Lễ Cách, Liêu Mỹ Lộ, Đổng Ngọc Phong, Mã Nghiêu             |
| 2016 | Nhân Sinh Như Lần Đầu Gặp Gỡ              | Cao Thiệu Hiên | Hà Thụ Bồi     | Hàn Đông Quân, Tôn Di                                             |
| 2016 | Thức Nhữ Bất Thức Đinh                    | Trần Văn Đế    | Trần Bằng      | Yến Tử Đông, Lữ Trác, Tưởng Tư Lạc                                |
| 2016 | Thiếu Nữ Toàn Phong 2                     | Tiểu Sư thúc   | Thành Chí Siêu | Ji Chang-wook, Trần Tường, Ngô Lỗi, Đàm Tùng Vận, Quách Tuấn Thần |
| 2017 | Nguyện Có Người Phiêu Bạt Cùng Em         | A Thái         | Quách Xuân Huy | Tiết Trạch Nguyên, Hải Linh, Phan Minh Duẫn                       |
| 2018 | Lương Sơn Bá cùng Chúc Anh Đài tân truyện | Khổng Phu tử   | Trần Bằng      | Yến Tử Đông, Lữ Trác                                              |

### Phim Điện ảnh
| Năm  | Tên phim                                                         | Vai diễn   | Đạo diễn         | Bạn diễn              |
| ---- | ---------------------------------------------------------------- | ---------- | ---------------- | --------------------- |
| 2011 | Ca Vũ Thanh Xuân (phiên bản tiếng Trung của High School Musical) | Thi Nhân   | Trần Bằng        | Tiêu Lâm Hoa          |
| 2014 | Tựa Như Tình Yêu                                                 | An Tử Yến  | Trần Bằng        | Hoàng Lễ Cách         |
| 2015 | Tựa Như Tình Yêu 2 Chỉ Có Tôi Biết                               | An Tử Yến  | Trần Bằng        | Hoàng Lễ Cách         |
| 2018 | Nhất Đại Khuynh Thành Trục Lãng Hoa                              | Mặc Kỳ Lân | Trương Thiên Lỗi | Trần Mộng Hy, Lữ Trác |
| 2018 | Bạch Nhật và Sơn Tần                                             | Bạch Nhật  | Mark             | Dương Địch            |

### Đoạn phim ngắn
| Thời gian  | Tên đoạn phim                     | Vai diễn  | Hợp tác       | Đạo diễn  |
| ---------- | --------------------------------- | --------- | ------------- | --------- |
| 24/12/2014 | Anh ấy bên cạnh bạn - Phần thượng | An Tử Yến | Hoàng Lễ Cách | Trần Bằng |
| 25/12/2014 | Anh ấy bên cạnh bạn - Phần hạ     | An Tử Yến | Hoàng Lễ Cách | Trần Bằng |

## Âm nhạc

### Ca khúc đơn
| Thời gian phát hành | Tên tiếng Trung | Tên ca khúc                                                              | Tên tiếng Anh      |
| ------------------- | --------------- | ------------------------------------------------------------------------ | ------------------ |
| 25/9/2015           | 无言            | Vô Ngôn (Bài hát chủ đề "Chỉ Có Tôi Biết")                               | Silent             |
| 2016-04-08          | 遇见东京的雨    | Hẹn Gặp Cơn Mưa Tokyo                                                    | Meet in Tokyo rain |
| 2017-07-10          | 诗人            | Thi Nhân                                                                 | To the end         |
| 2017-08-15          | 一首歌的旅行    | Hành Trình Của Một Bài Hát                                               | Journey of a song  |
| 2017-10-30          | 碧波残梦        | Bích Ba Tàn Mộng                                                         | A blue dream       |
| 2017-11-24          | 彼岸花          | Hoa Bỉ Ngạn (Bài hát chủ đề "Lương Sơn Bá cùng Chúc Anh Đài tân truyện") | Meet U all my life |

### MV
| Thời gian  | Bài hát                                 | Hợp tác                                                                              | Trình bày cùng với                                                                   | Giám đốc         | Ghi chú                                                    |
| ---------- | --------------------------------------- | ------------------------------------------------------------------------------------ | ------------------------------------------------------------------------------------ | ---------------- | ---------------------------------------------------------- |
| 2014-07-21 | Vô Ngôn                                 | Hoàng Lễ Cách                                                                        | Lâm Nhất Kiệt, Trình Khải Hạo                                                        | Trần Bằng        | Bài hát chủ đề "Tựa như tình yêu"                          |
| 01/2015    | Năm mới về nhà" (tiếng Trung: 过年回家) |                                                                                      |                                                                                      |                  |                                                            |
| 2015-09-25 | Vô Ngôn                                 | Hoàng Lễ Cách, Đổng Ngọc Phong, Mã Nghiêu, Liêu Mỹ Lộ, Lâm Nhất Kiệt, Trình Khải Hạo | Hoàng Lễ Cách, Đổng Ngọc Phong, Mã Nghiêu, Liêu Mỹ Lộ, Lâm Nhất Kiệt, Trình Khải Hạo | Trần Bằng        | Bài hát chủ đề "Chỉ có tôi biết"                           |
| 2017-07-11 | Thi Nhân                                |                                                                                      | Khổng Thùy Nam                                                                       | Trương Thiên Lỗi | Kế hoạch Âm nhạc 2017                                      |
| 2017-08-18 | Hành Trình Của Một Bài Hát              |                                                                                      | Khổng Thùy Nam                                                                       | Trương Thiên Lỗi | Kế hoạch Âm nhạc 2017                                      |
| 2017-12-03 | Hoa Bỉ Ngạn                             | Yến Tử Đông, Lâm Phong Tùng, Lữ Trác (Tiếu Xán)                                      | Khổng Thùy Nam                                                                       | Trần Bằng        | Bài hát chủ đề "Lương Sơn Bá cùng Chúc Anh Đài tân truyện" |

## Show
Khổng Thùy Nam là một nam diễn viên khá yên tĩnh, nhưng anh vẫn tham gia một số chương trình mang tính giải trí cao và thu hút đặc biệt đối với các chương trình trực tuyến (show online) hơn là những chương trình được phát sóng trên truyền hình.
| Thời gian  | Tên chương trình            | Vị trí                  |
| ---------- | --------------------------- | ----------------------- |
| 2014-10-15 | Phòng làm việc Blued        | 1 phần                  |
| 2014-10-25 | Kaola Đại Ca Tú             | Tập 53                  |
| 2014-12-25 | Vui chơi cùng Nữ thần       | Tập đặc biệt Giáng Sinh |
| 2015-11-13 | Kugou Tinh Lạc Phường       | Tập 110                 |
| 2017-06-19 | 72 tầng Kỳ lâu              | Tập 7                   |
| 2017-11-15 | Thú nhân tộc chạy không kịp | Tập 4                   |

## Hoạt động xã hội
Ngày 25 tháng 8 năm 2014, Khổng Thùy Nam và Hoàng Lễ Cách cùng nhận thách thức "Ice Bucket Challenge" của đạo diễn Trần Bằng, tham dự hoạt động công ích Ái Tâm, kêu gọi mọi người quan tâm cùng tham gia ủng hộ búp bê sứ.
Ngày 2 tháng 6 năm 2015, cùng đoàn phim "Tựa Như Tình Yêu 2 Chỉ Có Tôi Biết" và đoàn Thôi Xán Công Ích đến nơi dành cho các em mồ côi "Ngôi nhà có hy vọng mới" tại Bắc Kinh, cung cấp cho các em vật tư cần thiết và chơi đùa ấm áp.
Ngày 14 tháng 10 năm 2017, Đại Thùy tham gia tuyên truyền hoạt động trồng cây xanh trong buổi FM trên Hồng Đậu dài khoảng 25 phút để bảo vệ môi trường.
Ngày 1 tháng 12 năm 2017, cùng nhiều nghệ sĩ Hoa Ngữ tham gia quay đoạn phim tuyên truyền Ngày thế giới phòng chống AIDS.

Ngày 8 tháng 12 năm 2017, Khổng Thùy Nam hợp tác cùng đoàn Tình Nguyện Viên Công ích kinh doanh áo thun với giá 149 tệ để góp quỹ cho trẻ em tự kỷ, anh chia sẻ 
"Mong rằng những việc làm này của tôi có thể giúp được gì đó cho các em, giúp các em thực hiện được hoài bão của bản thân".

## Giải thưởng
| Năm  | Lễ trao giải              | Giải thưởng                            | Kết quả   |
| ---- | ------------------------- | -------------------------------------- | --------- |
| 2014 | iQiyi                     | Diễn viên được yêu thích nhất          | Đoạt giải |
| 2016 | Phong Vân Bảng lần thứ 16 | Thần tượng mới có sức ảnh hưởng        | Đoạt giải |
| 2017 | Phong Vân Bảng lần thứ 17 | Thần tượng được truyền thông bình chọn | Đoạt giải |
| 2017 | iFensi Award              | Nam diễn viên thời trang               | Đoạt giải |

## Đánh giá nhân vật
Khổng Thùy Nam là một đại nam hài không yêu thích trò chuyện, lại rất dễ ngại ngùng, nhưng đối đãi với bạn bè vô cùng ấm áp, bình thường hay cùng mọi người loạn thành một đoàn. Trong "Tựa Như Tình Yêu", hình ảnh đầy cảm tính của chàng trai lạnh lùng, điên cuồng lại bá đạo đã đi sâu vào lòng người. (Nhận xét từ Sina)
Khổng Thùy Nam là một giọng ca ấm áp có thể chữa trị lòng người, giọng hát của anh ấy rất tươi mới dịu dàng, âm thanh nội tâm mang theo sự trong sáng. Và Khổng Thùy Nam khi nói về ca khúc "Hẹn gặp cơn mưa Tokyo", anh đã bỏ đi tất cả kỹ năng âm nhạc mà lại dùng phương thức đơn giản nhất để thu hút sâu bên trong nội tâm của mọi người. (Nhận xét từ Tencent)